# Picnoclina

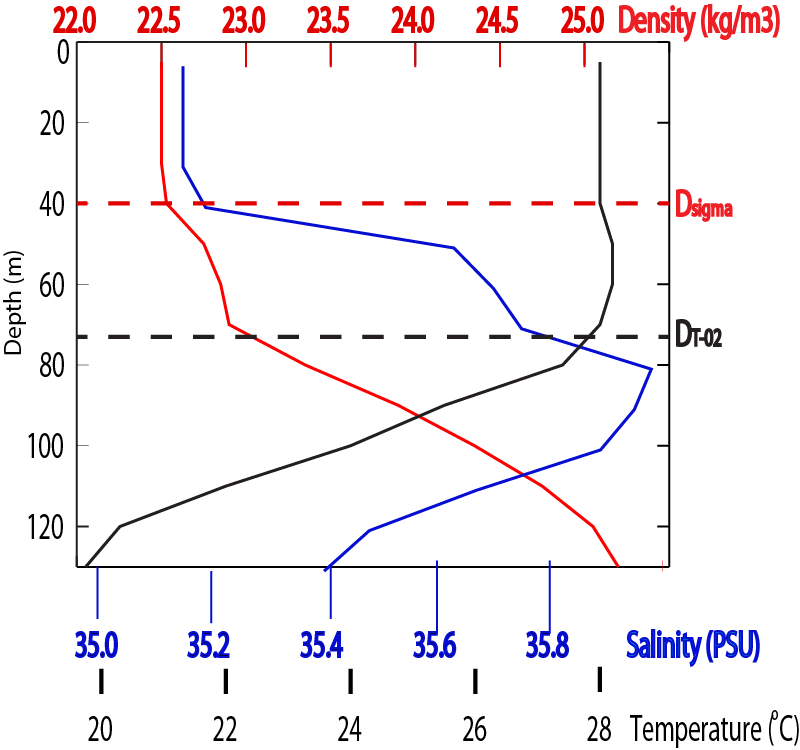
Um perfil de Argo do Mar Arábico. A linha vermelha é o perfil de densidade, a linha preta é a temperatura e a linha azul é a salinidade

Em oceanografia, picnoclina é a camada da coluna de água onde ocorre uma rápida mudança no gradiente vertical de densidade. Esse aumento na densidade com o aumento da profundidade geralmente é mais intenso em regiões de baixa latitude, visto que em altas latitudes a densidade apresenta pouca variação com a profundidade. O termo picnoclina é análogo aos termos haloclina (intenso gradiente vertical de salinidade) e termoclina (intenso gradiente vertical de temperatura). Geralmente as três feições ocorrem nas mesmas profundidades, tipicamente entre 300 e 1000 m abaixo da superfície do oceano. A picnoclina é resultado da combinação da termoclina e da haloclina, visto que temperatura e salinidade influenciam na densidade da água do mar. A relação entre esses três fatores (temperatura, salinidade e densidade) condiciona a distribuição de massas de água no oceano.
A picnoclina apresenta-se como uma barreira entre massas de água com diferentes densidades e separa fisicamente duas camadas verticais adjacentes de água, sendo a massa de água superior menos densa e a inferior mais densa. As massas de água localizadas acima e abaixo da picnoclina são fortemente estáveis, sendo necessária uma grande quantidade de energia para deslocá-las para cima ou para baixo. A picnoclina forma um limite inferior para a turbulência causada por processos de mistura na superfície do oceano.

## Densidade da água do mar
A densidade da água do mar é uma das propriedades físicas mais importantes do oceano por determinar a posição vertical de massas de água e controlar a movimentação dessas massas por convecção, criando uma circulação oceânica. A densidade da água do mar é uma função de temperatura, salinidade e pressão, sendo representada como ρ(S,t,p). Em oceano aberto, a densidade da água do mar possui média entre 1022 e 1030 kg/m3. Para fins de simplificação, os oceanógrafos usam a anomalia de densidade para expressar a densidade da água do mar. Ela é representada pela letra grega sigma (σ), sendo definida como:
{\displaystyle \sigma (S,t,p)=\rho (S,t,p)-1000kg/m^{3}}
O efeito da pressão pode ser desprezado no estudo de águas superficiais. Neste caso, considera-se p = 0 e a anomalia de densidade é expressa como sigma-t (σt) conforme a seguir:
{\displaystyle \sigma _{t}=\sigma (S,t,0)=\rho (S,t,0)-1000kg/m^{3}}
A grandeza sigma-t também é conhecida como anomalia de densidade da água do mar à pressão atmosférica.

### Temperatura potencial
Temperatura potencial (θ) é a temperatura que uma parcela de água do mar teria se fosse trazida adiabaticamente (isto é, sem trocas de calor) de uma determinada profundidade para a superfície do oceano. Essa temperatura é diferente da temperatura medida in situ, isto é, a temperatura real da água a uma determinada profundidade. A temperatura potencial é inferior à temperatura in situ, pois a expansão da parcela de água devido ao alívio de pressão leva à diminuição de sua temperatura. A diferença entre a temperatura potencial e a temperatura in situ no oceano não varia mais do que 1,5 °C, sendo essa pequena diferença significativa na distribuição vertical de temperatura no oceano. A correção dos valores de temperatura da água do mar pode ser usada no diagrama T-S, empregando a temperatura potencial para determinar a densidade potencial (σθ) da água do mar. Em estudos oceanográficos que envolvem apenas águas superficiais não é necessário fazer essa correção de temperatura e densidade. A correção da temperatura in situ para temperatura potencial é feita para eliminar a instabilidade gravitacional da água, especialmente em áreas oceânicas profundas (abaixo de 4000 m). Essa instabilidade causada pela temperatura in situ afeta o cálculo de densidade da água do mar, produzindo perfis verticais de densidade nos quais águas menos densas estariam posicionadas acima de águas mais densas (algo fisicamente impossível de acontecer). Quando os valores de temperatura in situ são transformados em valores de temperatura potencial, essa instabilidade é eliminada.

### Densidade potencial
Densidade potencial (σθ) - também conhecida como anomalia de densidade potencial - é a densidade da água do mar calculada a partir da salinidade medida in situ (S), da temperatura potencial (θ) e da pressão em um determinado nível de referência (pr) na coluna de água.
{\displaystyle \sigma _{\theta }=\sigma (S,\theta ,p_{r})=\rho (S,\theta ,p_{r})-1000kg/m^{3}}
Em estudos de águas superficiais ou intermediárias (até 1000 m de profundidade), o nível de referência usado para a pressão geralmente é a superfície do oceano (isto é, p = 0). Neste caso, a densidade potencial (σθ) é representada como:
{\displaystyle \sigma _{\theta }=\sigma (S,\theta ,0)=\rho (S,\theta ,0)-1000kg/m^{3}}
Já em estudos de águas profundas, um nível de referência comumente usado para a pressão é a profundidade de 4000 m. Nessa profundidade, a pressão exercida pela coluna de água é aproximadamente 4000 decibars. Nesse exemplo, a densidade potencial (σθ) é expressa como:
{\displaystyle \sigma _{\theta }=\sigma (S,\theta ,4000)=\rho (S,\theta ,4000)-1000kg/m^{3}}

## Temperatura de máxima densidade
A densidade da maioria das substâncias aumenta com a diminuição da temperatura. Entretanto, a densidade máxima da água pura ocorre a uma temperatura de 4 °C, ou seja, acima de seu ponto de congelamento. Entre 4 °C e 0 °C a água comporta-se de maneira anômala, pois a sua densidade diminui. Nesse intervalo de temperatura a água não sofre contração térmica. Consequentemente, o gelo tem menor densidade que a água líquida. Isso é uma consequência do arranjo geométrico que as pontes de hidrogênio conferem às moléculas de água com a diminuição da energia cinética das mesmas. Entretanto, os sais existentes na água do mar rompem com esse comportamento anômalo da água pura. A água do mar (com salinidade igual a 35) congela a -1,8 °C e sua densidade aumenta com a diminuição da temperatura até seu ponto de congelamento.

## Diagrama T-S
O diagrama T-S é usado para plotar dados de temperatura e salinidade da água do mar, a fim de identificar massas de água no oceano. Em um diagrama T-S cada ponto corresponde a uma combinação de temperatura e salinidade, que conferem uma determinada densidade para a água. Uma mesma densidade pode ser obtida a partir de diferentes combinações de temperatura e salinidade, sendo representada no diagrama por uma isolinha de densidade. No diagrama T-S podem ser plotadas isolinhas de anomalia de densidade (σt) ou anomalia de densidade potencial (σθ).

## Distribuição de densidade no oceano

### Distribuição horizontal
Como resultado da distribuição desigual de radiação solar na superfície da Terra, a superfície do oceano em regiões de baixas latitudes apresenta temperaturas mais elevadas que diminuem em direção às altas latitudes. A salinidade na superfície dos oceanos é mínima ao norte do equador, apresenta valores máximos nas regiões tropicais (em torno de 20º N e 20º S) e diminui em direção às altas latitudes. A combinação dessas distribuições de temperatura e salinidade na superfície do oceano faz com que a anomalia de densidade da água (σt) apresente um mínimo em baixas latitudes. Esse mínimo ocorre devido às elevadas temperaturas e baixas salinidades encontradas ao norte do equador (~10° N). A partir daí a anomalia de densidade (σt) aumenta em direção às altas latitudes, alcançando seu máximo (26–27 kg/m3) em torno de 50º N e 60º S. Em latitudes mais altas há uma pequena diminuição na anomalia de densidade (σt) provocada pela diminuição da salinidade da água do mar em regiões polares.

### Distribuição vertical
A distribuição vertical de densidade no oceano está baseada no princípio de que a densidade aumenta com a profundidade. Entretanto, esse aumento não é uniforme. Em regiões equatoriais e tropicais há uma camada superficial rasa onde a densidade é uniforme. Abaixo dela há a picnoclina, uma camada onde a densidade aumenta rapidamente com a profundidade. No oceano profundo a densidade aumenta lentamente com a profundidade. A média da anomalia de densidade (σt) no oceano profundo é de 27,9 kg/m3 e apresenta pouca variação latitudinal. Em altas latitudes, o aumento da densidade com a profundidade é bem menos pronunciado quando comparado a regiões de baixas latitudes. Na regiões polares a anomalia de densidade (σt) na superfície do oceano é superior a 27 kg/m3 e a picnoclina é menos evidente, sendo incipiente o aumento da densidade com a profundidade devido às pequenas variações de temperatura e salinidade no oceano profundo. Numa típica distribuição vertical de densidade nas bacias oceânicas, a picnoclina representa uma camada de 100 a 500 m de espessura. Ela constitui uma camada limite que separa a água de superfície (baixa densidade) de águas profundas (mais densas e uniformes).

## Picnoclina permanente e sazonal
O movimento de massas de água na camada superficial do oceano (formada pela camada de mistura e picnoclina permanente) é dominado pela força do vento através do bombeamento de Ekman, sua principal força motriz. O oceano superficial é dividido verticalmente em quatro camadas: a camada de Ekman, a camada de mistura, uma picnoclina sazonal e uma picnoclina permanente. Dentro da camada de mistura a densidade é assumida como verticalmente homogênea. Assume-se também que há um fluxo de massas de água abaixo dessa camada. Esse fluxo vertical pode corresponder a entrada (subducção) ou saída (obducção) de massas de água da picnoclina permanente.
Dentro da picnoclina (sazonal ou permanente), a estratificação é independente do tempo de movimento das massas de água. A interface entre a camada de mistura e a picnoclina sazonal move-se para cima e para baixo anualmente. Esses movimentos ocorrem na base da camada de mistura. Apenas uma parte da água que sai da camada de mistura eventualmente entra na picnoclina permanente. Esse movimento é denominado subducção, sendo comum em oceanos subtropicais. Nesse caso, a água superficial é transferida para a picnoclina permanente. Em regiões subtropicais prevalece o ciclo sazonal e o movimento de entrada e saída de água na picnoclina ocorre de forma alternada. Em bacias oceânicas subpolares, apenas uma parte da água da camada de mistura dá origem à picnoclina permanente. O fluxo de massa de água que sai da picnoclina é chamado de obducção, a partir do qual a água da picnoclina permanente é transferida para a camada de mistura acima. Esses processos podem ocorrer no mesmo local em diferentes momentos do ciclo sazonal.
Um ciclo sazonal de movimentação de massas de água na base da camada de mistura é o que possibilita o desenvolvimento da picnoclina sazonal, que separa a camada de mistura e a picnoclina permanente. O fluxo da picnoclina permanente é estável, assim a entrada de massa de água (proveniente da superfície) nessa camada ocorre durante todo o ano.

## Águas modais, formação de massas de água e picnoclina
Em regiões subtropicais, a distribuição de calor e a interação oceano-atmosfera apresentam uma variabilidade sazonal, assim como a troca de calor entre esses compartimentos. Nessas regiões uma corrente de contorno a oeste dos giros subtropicais leva água quente de baixas para médias latitudes, liberando calor para a atmosfera no inverno e possibilitando a formação de uma camada de mistura superficial com algumas centenas de metros de profundidade. Essa massa de água quente é bombeada pela camada de Ekman para a camada de mistura abaixo, entrando na picnoclina se a profundidade da camada de mistura no inverno for mais rasa ao longo de sua trajetória. Assim, a massa de água é isolada da atmosfera e permanece verticalmente homogênea, caracterizando uma camada com baixo gradiente vertical de temperatura e densidade.
A estrutura de estratificação vertical de giros subtropicais caracteriza-se pela presença de uma picnoclina permanente centrada entre 500 e 1000 m. No Atlântico Norte há uma alternância nas características da picnoclina, com estratificações fracas e fortes ao longo do ano. Também há uma camada de mistura acima da picnoclina sazonal e centrada em cerca de 180 m de profundidade.
Abaixo da camada de mistura existem águas modais (verticalmente homogêneas) que têm ampla distribuição geográfica e estão localizadas na região da picnoclina permanente. Essas águas conservam temperatura e salinidade da sua região de formação. Elas estão centradas em torno de 400 m de profundidade e localizam-se acima da picnoclina (~800 m de profundidade).[carece de fontes?] Abaixo de 1200 m ocorrem águas profundas com fraca estratificação vertical.
Durante o verão no Atlântico Norte, a estratificação das camadas de água da superfície, picnoclina e camada de mistura tende a ser modificada com o desaparecimento da picnoclina sazonal, tornando a coluna de água mais homogênea verticalmente. A camada de mistura estende-se até 300 m de profundidade com a diminuição da anomalia de densidade potencial. Assim, define-se a picnoclina pela profundidade e espessura da camada estratificada logo abaixo da superfície.

## Picnoclina e suas implicações para o clima
A picnoclina delimita importantes reservatórios de carbono, principalmente no Atlântico Norte. Esses reservatórios estão mudando sob a influência de forçantes antropogênicas. Isso reflete na taxa de aquecimento da superfície do oceano. Essas tendências observadas no conteúdo de calor armazenado pelos oceanos traduzem-se em mudanças na estratificação em larga escala. Simulações climáticas mostram que a diferença de densidade entre a superfície e uma profundidade de 200 m aumentará ao longo do século XXI. Experimentos com gases do efeito estufa, principalmente dióxido de carbono (CO2), mostram que a diferença de densidade global entre a superfície do oceano e a profundidade de 1700 m duplicará até 2100. Assim, é essencial compreender a estratificação oceânica para caracterizar mais precisamente a estratificação de densidade na picnoclina.
A maioria dos estudos de caracterização da picnoclina tem sido realizados em regiões equatoriais e tropicais. No Pacífico tropical, variações na picnoclina desempenham um papel fundamental na dinâmica do fenômeno El Niño-Oscilação Sul (ENOS). O deslocamento vertical e a inclinação zonal da picnoclina fazem parte de um ciclo de renovação de ventos que envolve interação entre oceano e atmosfera, tendo assim impactos meteorológicos globais.